# Barreta da Guerra de Independência
A Barreta da Guerra de Independência (também conhecida como barreta "Estrela da Liberdade") é uma condecoração e barreta de campanha israelense concedida aos israelenses que participaram da Guerra da Palestina de 1947-1949.

## Critérios de agraciamento
A barreta é concedida a:
A. Qualquer pessoa que serviu nas FDI por um período de quatro meses ou mais, entre 1º de fevereiro de 1948 e 10 de março de 1949.
B. Todos os soldados das FDI que tombaram durante a Guerra de Independência. Neste caso a barreta será entregue à família do soldado para custódia.
C. Aqueles que não cumprem o requisito da secção A especificado acima, mas serviram nas FDI e realmente participaram em combate durante a Guerra de Independência. Neste caso, cada solicitação será tratada separadamente.
D. Qualquer pessoa que tenha estado confinada numa povoação fronteiriça durante 120 dias consecutivos durante o período especificado na secção A acima.
E. Isto também se aplica àqueles que atuaram como funcionários que lidam com imigração e compras.
Se a pessoa elegível para o prémio tiver falecido, um membro da família ou parente mais próximo (que inclui, neste caso, um viúvo, uma viúva, um filho, uma filha, um pai, uma mãe, um irmão ou uma irmã) tem o direito de enviar um pedido solicitando a barreta ou obter uma substituição em caso de perda ou desgaste.
A apresentação da barreta começou em 1951. Em 1955, a barreta também foi concedida a qualquer cidade, vila ou assentamento que durante o período entre 1º de fevereiro de 1948 e 10 de março de 1949 tenha sido sujeito a ataques terrestres inimigos ou tenha sido isolado por pelo menos um mês. Neste caso a barreta foi conectada a um estandarte.

## Descrição de uso
A ordem de uso das condecorações foi determinada pelo Comitê Ministerial Israelense para Símbolos e Cerimônias de acordo com a ordem cronológica das datas em que ocorreu o engajamento operacional ou de segurança, com exceção das três primeiras linhas, as quais incluem as citações e condecorações de importância diferente do resto das barretas. A primeira fileira terá o Prêmio de Segurança de Israel, e as segunda e terceira fileira serão para as condecorações de coragem individual e as citações.
As barretas de campanha devem ser usadas na quarta fileira das barretas na seguinte ordem, da esquerda para a direita: A Barreta da Guerra de Independência, a Barreta da Campanha do Sinai e a Barreta da Guerra dos Seis Dias. Montado acima, serão usados da esquerda para a direita: A Barreta da Guerra de Desgaste, a Barreta da Guerra do Yom Kippur e a Barreta da Guerra "Paz para a Galiléia". Uma citação que tenha sido concedida durante uma das guerras israelenses deverá ser concedida no topo da barreta da campanha relevante e não será usada na fileira das citações.

## Descrição da barreta
A barreta é azul escura com uma única faixa vermelha no meio e duas listras brancas em cada extremidade com uma faixa azul clara entre cada par. A barreta representa a bandeira e o Estado de Israel e o vermelho representa o sangue de todos aqueles que perderam a vida durante a guerra. A barreta é de tecido e fixada com um alfinete, sendo que uma versão posterior de esmalte é fixada por dois pinos de tarraxa.
Broches
Com o estabelecimento das Forças de Defesa de Israel em 1948, todas as organizações clandestinas foram abolidas. Forças de elite como o Palmach deixaram de existir, com os seus membros sendo absorvidos pelas FDI. Vários anos após a instituição da Barreta da Guerra de Independência em 1951, tornou-se comum aos ex-membros do Palmach fixarem broches nesta barreta, em memória do papel especial que desempenharam durante a luta por um Estado de Israel independente. Era comum usarem dois ou até três broches na barreta. Estes broches foram:
- Broche da Condecoração dos Guerreiros do Estado
- Broche do Palmah
- Escudo dos Defensores de Jerusalém
- Distintivo da Brigada Judaica da Segunda Guerra Mundial

## Proposta de medalha
Houve uma proposta para adicionar uma medalha à barreta, porque percebeu-se que esta era uma recompensa bastante modesta em comparação com o que era comum em outros exércitos e foi proposto adicionar uma medalha à barreta. Foi criado um desenho para tal medalha, cujo anverso representa uma espada coberta com o que provavelmente é uma folha de figueira, com o candelabro de sete braços e um ramo de oliveira. O texto diz:  “Para o serviço ativo na Guerra da Independência 1948-1949”.
O desenho de uma medalha pendurada em uma barra era um desenho típico britânico para medalhas de serviço. É notável que os israelense tenham tomado o exemplo britânico, considerando que as primeiras fases da luta pela independência de Israel foram contra o Exército Britânico; contudo, muitos oficiais das FDI serviram no Exército Britânico durante a Segunda Guerra Mundial e trouxeram consigo as tradições militares britânicas. Um documento das FDI de fevereiro de 1953, tratando da proposta, informa que a espessura original de 2mm da medalha proposta seja aumentada para um diâmetro de 3,5mm, “em comparação com as medalhas britânicas que têm espessura de 3,5mm”. A ideia não foi aceita, no entanto, e apenas barretas foram emitidas.